# Винчи
Винчи (на италиански: Vinci) е град и община в Централна Италия, провинция Флоренция на регион Тоскана. Разположен е на надморска височина 26 m, а населението му е 14 375 жители към 31 декември 2008 г.

## Личности
В непосредствена близост до града е роден художникът и учен Леонардо да Винчи (1452 – 1519).